# Chloropetalia soarer
Chloropetalia soarer – gatunek ważki z rodziny Chlorogomphidae.